# 海赖斯涅
海赖斯涅，是匈牙利绍莫吉州所辖的一个村。总面积9.90平方公里，总人口280，人口密度28.3人/平方公里（2011年1月1日）。